# Sharonville
Sharonville è un comune degli Stati Uniti d'America, situato nello stato dell'Ohio, diviso tra la contea di Hamilton e la contea di Butler.